# Dariusz Kulus

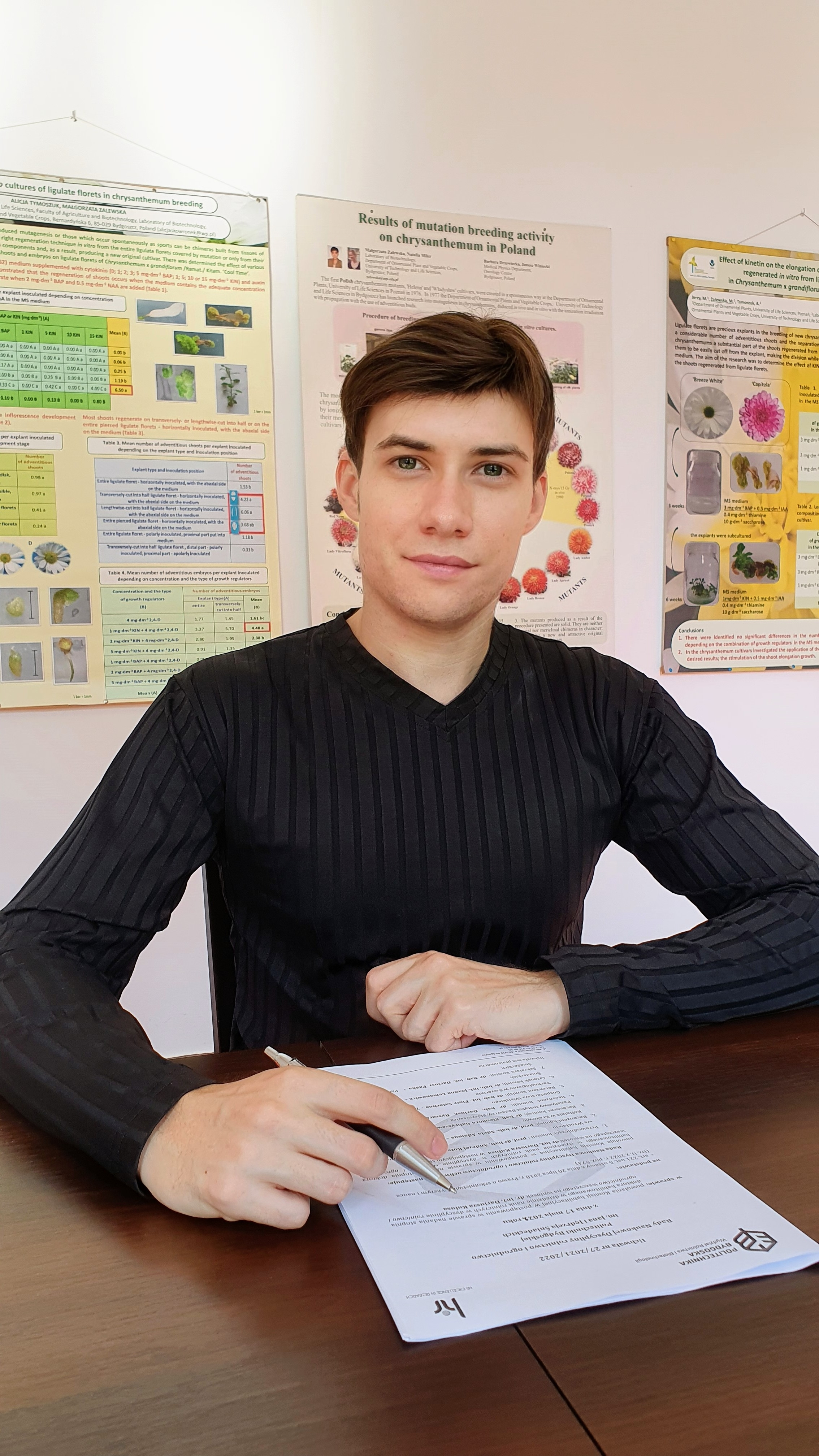
dr hab. inż. Dariusz Kulus

Dariusz Kulus – polski biotechnolog, doktor habilitowany nauk rolniczych, profesor Politechniki Bydgoskiej im. Jana i Jędrzeja Śniadeckich i kierownik Pracowni Ogrodnictwa na Wydziale Rolnictwa i Biotechnologii PBŚ. Specjalista w zakresie kriobiologii i roślinnych kultur in vitro.

## Życiorys naukowy
Absolwent II Liceum Ogólnokształcącego im. Marii Konopnickiej w Inowrocławiu. W 2011 ukończył studia na Uniwersytecie Technologiczno-Przyrodniczym im. Jana i Jędrzeja Śniadeckich w Bydgoszczy (kierunek biotechnologia). Doktoryzował się w 2016 na Uniwersytecie Przyrodniczym w Poznaniu w dyscyplinie biotechnologia, na podstawie rozprawy zatytułowanej: "Wpływ krioprezerwacji metodą kapsułkowania-dehydratacji na stabilność genetyczną chryzantemy wielkokwiatowej (Chrysanthemum × grandiflorum /Ramat./ Kitam.)", której promotorem była dr hab. inż. Anna Mikuła, prof. PAN. Dysertacja uzyskała wyróżnienie Rady Wydziału Rolnictwa i Bioinżynierii UPP. Stopień doktora habilitowanego uzyskał w 2022 na Politechnice Bydgoskiej im. Jana i Jędrzeja Śniadeckich w Bydgoszczy, na podstawie osiągnięcia: "Morfogeneza in vitro, krioprezerwacja i indukcja zmienności u serduszki okazałej (Lamprocapnos spectabilis (L.) Fukuhara): aspekty fizjologiczne, biochemiczne, (cyto)genetyczne i fenotypowe".
Od 2014 zawodowo związany z uczelnią macierzystą (przekształconą w 2021 w Politechnikę Bydgoską im. Jana i Jędrzeja Śniadeckich), na której objął stanowisko profesora. W latach 2021–2024 kierownik Pracowni Roślin Ozdobnych i Warzywnych (obecnie Pracownia Ogrodnictwa) na Wydziale Rolnictwa i Biotechnologii PBŚ.
Specjalizuje się w biotechnologii roślin, zwłaszcza w zakresie metod molekularnych, systemach kultur tkankowych oraz hodowli twórczej. Obecne zainteresowania zawodowe koncentrują się na zagadnieniach związanych z krioprezerwacją, nanomateriałami oraz analizą szeroko pojętej zmienności wybranych gatunków roślin rolniczych, ogrodniczych i zielarskich, a także mikrorozmnażaniem zagrożonych wyginięciem gatunków kaktusów i innych sukulentów. Prowadzi badania nad alternatywnymi źródłami krioprotektantów i regulatorów wzrostu w roślinnych kulturach in vitro. Laureat nagród i wyróżnień za osiągnięcia naukowe (Stypendium Ministra Nauki i Szkolnictwa Wyższego, Nagroda Marszałka Województwa Kujawsko-Pomorskiego, Stypendium Prezydenta Bydgoszczy i inne). Kierownik projektów badawczych finansowanych w ramach konkursów NCN i MNiSW.  Autor i współautor publikacji naukowych oraz popularnonaukowych z zakresu biotechnologii roślin, twórca patentów na wynalazki. Członek International Society for Cryobiology, redaktor czasopism naukowych o tematyce biotechnologicznej.

## Wybrane publikacje
1. Kulus D., 2024. In vitro morphogenesis, cryopreservation and induction of variability in bleeding heart (Lamprocapnos spectabilis (L.) Fukuhara): a review. Plant Cell Tissue and Organ Culture 158: 61. https://doi.org/10.1007/s11240-024-02854-x[23]
2. Kulus D., Tymoszuk A., Kulpińska A., Viehmannova I., Wojnarowicz J., Szałaj U. 2024. Effect of nanoparticles on the ex-vitro performance of cryopreservation-derived plant material. PLoS One, 19(9): e0310424. https://doi.org/10.1371/journal.pone.0310424[24]
3. Kulus D., Tymoszuk A., Kulpińska A., Wojnarowicz J., Szałaj U. 2024. Nanoparticle-mediated enhancement of plant cryopreservation: Cultivar-specific insights into morphogenesis and biochemical responses in Lamprocapnos spectabilis (L.) Fukuhara ’Gold Heart’ and ’Valentine’. PLoS One 19(5): e0304586. https://doi.org/10.1371/journal.pone.0304586[25]
4. Tymoszuk A., Kulus D., Kowalska J., Kulpińska A., Pańka D., Jeske M., Antkowiak M., 2024. Light spectrum affects growth, metabolite profile, and resistance against fungal phytopathogens of Solanum lycopersicum L. seedlings. Journal of Plant Protection Research 64(2). https://doi.org/10.24425/jppr.2024.150247
5. Tymoszuk A., Szałaj U., Wojnarowicz J., Kowalska J., Antkowiak M., Kulus D., 2024. Zinc oxide and silver effects on the growth, pigment content and genetic stability of chrysanthemums propagated by the node culture method. Folia Horticulturae.doi.org/10.2478/fhort-2024-0003
6. Deltalab B., Kaviani B., Kulus D., 2023. In vitro propagation of oil-bearing Rosa damascena using phloroglucinol: A protocol for rapid and high-quality shoot multiplication and rooting. Industrial Crops and Products 203: 117139. https://doi.org/10.1016/j.indcrop.2023.117139
7. Safari Motlagh M. R., Kulus D., Kaviani B., Habibollahi H., 2023. Exploring fungal endophytes as biocontrol agents against rice blast disease. Acta Agrobotanica 76: 182943. https://doi.org/10.5586/aa/182943
8. Tymoszuk A., Kulus D., Błażejewska A., Nadolan K., Kulpińska A., Pietrzykowski K., 2023. Application of wide-spectrum light-emitting diodes in the indoor production of cucumber and tomato seedlings. Acta Agrobotanica 76: 762. https://doi.org/10.5586/aa.762
9. Kulus D., 2022. Genetic diversity for breeding tomato, [w:] Cash Crops, red. Priyadarshan P., Jain S.M., Springer Cham, pp. 505-521. ISBN 978-3-030-74925-5, ISBN 978-3-030-74926-2 (eBook), https://doi.org/10.1007/978-3-030-74926-2_13
10. Kulus D., Tymoszuk A., Jędrzejczyk I., Winiecki J., 2022. Gold nanoparticles and electromagnetic irradiation in tissue culture systems of bleeding heart: biochemical, physiological, and (cyto)genetic effects. Plant Cell Tissue and Organ Culture 149: 715-734. https://doi.org/10.1007/s11240-022-02236-1[26]
11. Mikuła A., Chmielarz P., Hazubska-Przybył T., Kulus D., Maślanka M., Pawłowska B., Zimnoch-Guzowska E., 2022. Cryopreservation of plant tissues in Poland: Research contributions, current status, and applications. Acta Societatis Botanicorum Poloniae 91: 9132. https://doi.org/10.5586/asbp.9132
12. Zimnoch-Guzowska E., Chmielarz P., Wawrzyniak M.K., Plitta-Michalak B.P., Michalak M., Pałucka M., Wasileńczyk U., Kosek P., Kulus D., Rucińska A., Mikuła A., 2022. Polish cryobanks: research and conservation for plant genetic resources. Acta Societatis Botanicorum Poloniae 91: 9121. https://doi.org/10.5586/asbp.9121
13. Kulus D., Tymoszuk A., 2021. Gold nanoparticles affect the cryopreservation efficiency of in vitro‑derived shoot tips of bleeding heart. Plant Cell Tissue and Organ Culture 146: 297-311. https://doi.org/10.1007/s11240-021-02069-4[27]
14. Kulus D., Miler N., 2021. Application of plant extracts in micropropagation and cryopreservation of bleeding heart: An ornamental-medicinal plant species. Agriculture  11(6): 542. https://doi.org/10.3390/agriculture11060542
15. Kulus D., Muhire J.D., Aksoy B., 2021. Growth regulation and validation of homogeneity in in vitro-derived bleeding heart by molecular markers and spectral analysis of pigments. Journal of Plant Growth Regulation 40: 1521-1538. https://doi.org/10.1007/s00344-020-10204-2[28]
16. Lema-Rumińska J., Kulus D., Tymoszuk A., Miler N., Woźny A., Wenda-Piesik A., 2021. Physiological, biochemical, and biometrical response of cultivated strawberry and wild strawberry in greenhouse gutter cultivation in the autumn-winter season in Poland: Preliminary study. Agronomy 11(8): 1633, https://doi.org/10.3390/agronomy11081633
17. Kulus D., 2020. Shoot tip cryopreservation of Lamprocapnos spectabilis (L.) Fukuhara using different approaches and evaluation of stability on the molecular, biochemical, and plant architecture levels. International Journal of Molecular Sciences 21: 3901. https://doi.org/10.3390/ijms21113901[29]
18. Kulus D., Tymoszuk A., 2020. Induction of callogenesis, organogenesis, and embryogenesis in non-meristematic explants of bleeding heart and evaluation of chemical diversity of key metabolites from callus. International Journal of Molecular Sciences 21: 5826. https://doi.org/10.3390/ijms21165826
19. Kulus D., 2020. Influence of growth regulators on the development, quality, and physiological state of in vitro-propagated Lamprocapnos spectabilis (L.) Fukuhara. In Vitro Cellular and Developmental Biology – Plant 56(4): 447-457. https://doi.org/10.1007/s11627-020-10064-1[30]
20. Kulus D., 2020. Cryopreservation of bleeding heart (Lamprocapnos spectabilis (L.) Fukuhara) shoot tips using encapsulation-dehydration. CryoLetters 41(2): 75-85
21. Kulus D., Woźny A., 2020. Influence of light conditions on the morphogenetic and biochemical response of selected ornamental plant species under in vitro conditions: A mini-review. BioTechnologia 101(1): 75-83. http://doi.org/10.5114/bta.2020.92930
22. Tymoszuk A., Kulus D., 2020. Silver nanoparticles induce genetic, biochemical, and phenotype variation in chrysanthemum. Plant Cell Tissue and Organ Culture 143: 331-344. https://doi.org/10.1007/s11240-020-01920-4
23. Miler N., Kulus D., Sliwinska E., 2020. Nuclear DNA content as an indicator of inflorescence colour stability of in vitro propagated solid and chimera mutants of chrysanthemum. Plant Cell Tissue and Organ Culture 143: 421-430. https://doi.org/10.1007/s11240-020-01929-9
24. Kulus D., 2019. Managing plant genetic resources using low and ultra-low temperature storage: A case study of tomato. Biodiversity and Conservation 28(5): 1003-1027. https://doi.org/10.1007/s10531-019-01710-1[31]
25. Kulus D., 2019. Application of synthetic seeds in propagation, storage and cryopreservation of Asteraceae plant species, [w:] Synthetic Seeds Germplasm Regeneration, Preservation and Prospects, red. Faisal A., Alatar A., Springer Science & Business Media, The Netherlands, pp. 155-179. ISBN 978-3-030-24630-3, ISBN 978-3-030-24631-0 (eBook), https://doi.org/10.1007/978-3-030-24631-0_6
26. Kulus D., Rewers M., Serocka M., Mikuła A., 2019. Cryopreservation by encapsulation-dehydration affects the vegetative growth of chrysanthemum but does not disturb its chimeric structure. Plant Cell Tissue and Organ Culture 138(1): 153-166. https://doi.org/10.1007/s11240-019-01614-6[32]
27. Lema-Rumińska J., Kulus D., Tymoszuk A., Varejão J.M.T.B., Bahcevandziev K., 2019. Profile of secondary metabolites and genetic stability analysis in new lines of Echinacea purpurea (L.) Moench micropropagated via somatic embryogenesis. Industrial Crops and Products 142: 111851. https://doi.org/10.1016/j.indcrop.2019.111851
28. Miler N., Kulus D., Woźny A., Rymarz D., Hajzer M., Wierzbowski K., Nelke R., Szeffs L., 2019. Application of wide-spectrum light-emitting diodes in micropropagation of popular ornamental plant species: A study on plant quality and cost reduction. In Vitro Cellular and Developmental Biology – Plant 55: 99-108. https://doi.org/10.1007/s11627-018-9939-5